# قبعة كرة الماء
قبعة كرة الماء هو غطاء للرأس يستعمل في كرة الماء وعدد من الألعاب الرياضية تحت الماء. تستخدم للتعرف على اللاعبين وفرقهم، ولحماية آذانهم من الإصابة التي ربما تتسبب فيها كرة الماء عندما تضرب الرأس.

## معرض

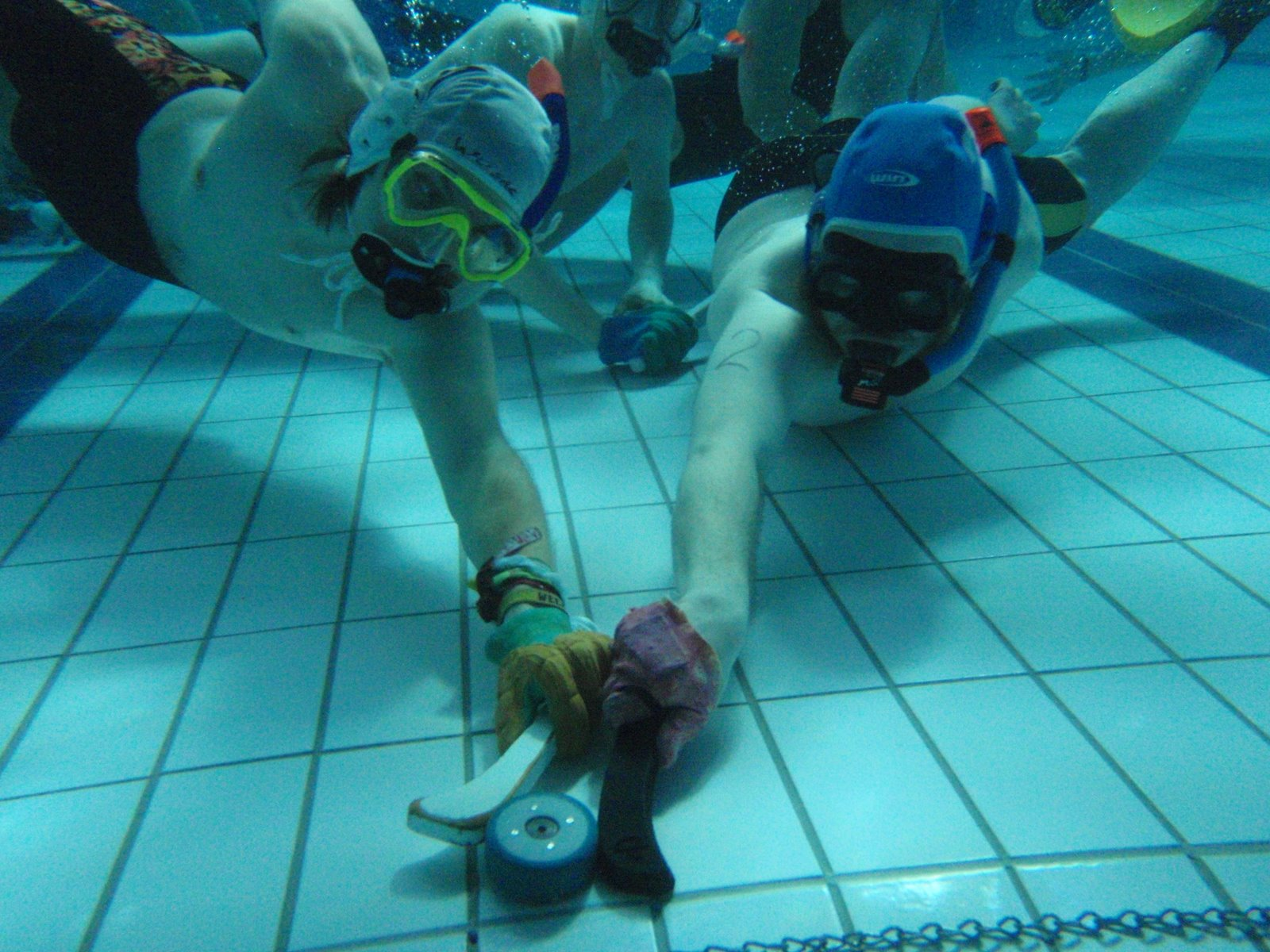
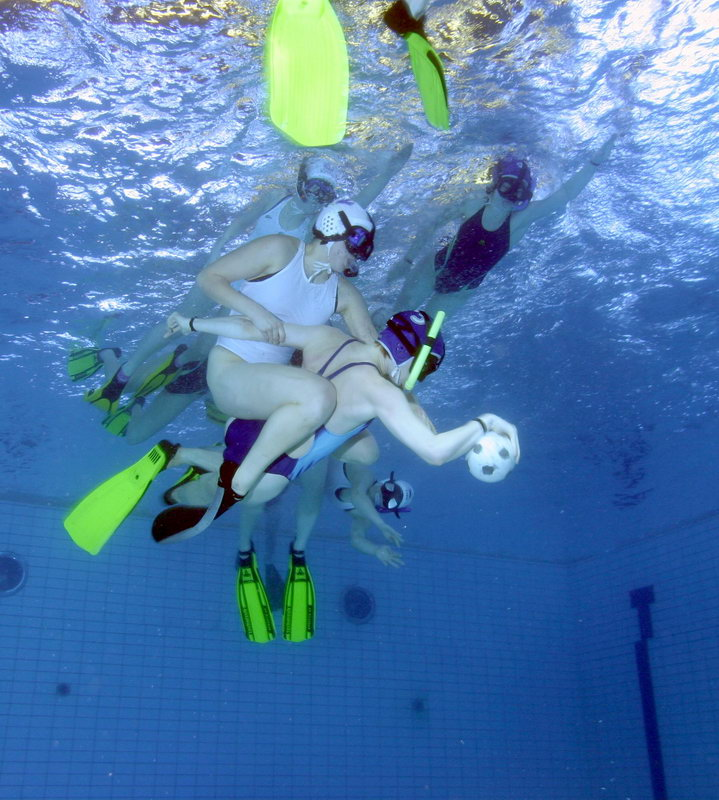